# Arthur Otto
Carl Arthur Otto (* 21. August 1872 in Berlin; † 11. Oktober 1937 ebenda) war ein deutscher Industrieller. Er war Vorstand mehrerer Aufsichtsräte und Vorstandsmitglied verschiedener Unternehmerorganisationen der Metallindustrie.

## Leben und Tätigkeit
Otto besuchte das Französische Gymnasium in Berlin sowie das Humanistische Gymnasium in Wiesbaden. Anschließend hielt er sich von 1893 bis 1902 in Amerika und Frankreich auf. 1903 übernahm er die Leitung der Firma R. Stock & Co., einer Fabrik für Spiralbohrer, Werkzeug und Maschinen in Berlin, an deren Spitze er mehr als dreißig Jahre lang als Generaldirektor stehen sollte.
Daneben war Otto  Vorsitzender des Aufsichtsrates der Vereinigten Thüringer Metallwaren-Fabriken AG, der Zella-Mehlis in Thüringen, stellvertretender Vorsitzender des Aufsichtsrates der Heinrich Kämper Motorenfabrik AG, Mitglied des Aufsichtsrates der Deutschen Telephonwerke & Kabelindustrie AG in Berlin, Vorstandsmitglied des Vereins Deutscher Werkzeugmaschinenfabriken, Mitglied des Russland-Ausschusses der Deutschen Industrie, Vorstandsmitglied im Deutschen Präzisionswerkzeugverband und des Vereins Deutscher Maschinenbau-Anstalten in Berlin.